# Prefix telefònic

Prefixos telefònics d'Espanya

Un prefix telefònic és una xifra que no sempre cal marcar i que acompanya als dígits d'un número de telèfon local (que sempre s'han de prémer). Els prefixos telefònics i els seus usos es recullen en els anomenats sistemes de numeració telefònica, que adjudiquen grups de números de telèfon a països, regions, àrees i centraletes i també a xarxes no fixes com les de telefonia mòbil.

## Estructura dels sistemes de numeració telefònica
Els detalls de la seva estructura difereixen depenent dels països però de forma general consten dels següents elements:
- Prefix d'accés (tant internacional com nacional) - només és necessari per a fer trucades internacionals o nacionals (que no siguin locals). Normalment el prefix d'accés nacional es denota com a part del número telefònic i partint de telèfons mòbils sempre cal afegir un d'aquests prefixos. El més comú dels prefixos d'accés nacional és "0", i el d'accés internacional "00"; als Estats Units d'Amèrica, emperò, s'usen "1" i "011", respectivament.
- Prefix del país - només és necessari si es truca a telèfons en altres països. Normalment s'escriu juntament amb el codi d'accés internacional, que sempre el precedeix en la seqüència de marcació, per exemple una trucada dels EUA o el Canadà a Andorra seria "011-376-YYY-ZZZ-ZZZZ" on 376 correspondria al prefix del país. Per a les comunicacions internacionals els números de telèfon es descriuen amb el prefix del país precedit del signe "+", i espais en comptes de guionets (p. ex. "+376 YYY ZZZ ZZZZ"). (En xarxes GSM, el signe "+" és un símbol que pot ésser utilitzat, de forma interna, com a prefix d'accés i no només com una convenció escrita.
- Prefix d'àrea - només cal marcar-lo quan es truca fora de l'àrea des d'on es truca, des de telèfons mòbils i, especialment a l'Amèrica del Nord, si s'han implementat en una zona nous prefixos abans ocupats per d'altres ja existents, als quals s'hi afegeixen. Els prefixos d'àrea indicquen, normalment parts d'un país que poden estan servits per centenars de centraletes telefòniques. Normalment venen precedits pels prefixos esmentats anteriorment. Números de telèfon no geogràfics, així com de telefonia mòbil, no posseeixen prefixos d'àrea, tot i que s'escriuen com si aquest fos el cas.
- Número local - cal sempre marcar-lo íntegrament. Els primers dígits sovint indiquen àrees geogràfiques menors o bé centraleta telefònica individuals. En xarxes de telefonia mòbil indiquen el proveïdor del servei (original). Els qui truquen dins d'una àrea/país normalment no han d'incloure els prefixos d'àrea o país quan marquen el número de telèfon desitjat, cosa que permet 'cadenes de nombres' més curtes. Això és un avantatge si s'han de premer les xifres a mà, però quan la marcació és automàtica no esdevé cap problema i, per tant, es podria afirmar que és millor incloure tots els prefixos en aquells aparells de marcació automàtica.

## Estàndards internacionals
Tot i que la Unió Internacional de Telecomunicacions (ITU) ha intentat promoure uns estàndards comuns entre els diferents països, els sistemes de numeració són prou diferents depenent de cada cas. Per exemple, la ITU recomana que els estats membres usin 00 com a prefix d'accés internacional. Malgrat la recomanació, al no ser obligatòria, alguns països com els EUA i el Canadà (i d'altres estats i territoris inclosos en el Sistema de marcació Nord-americà), no la segueixen i usen 01.
El sistema de numeració internacional estableix els prefixos de país, és a dir, els prefixos corresponents a països o grups de països. L'estàndard E.164 regula els prefixos internacionals a nivell internacional i també limita la llargada d'un número internacional. Malgrat això, a nivell intern, cada país té responsabilitat pròpia per a definir el seu sistema de numeració produint diferents codis regionals:
- De llargada fixa, p. ex. 3 dígits als EUA i el Canadà; 1 dígit a Austràlia.
- Llargada variable, p. ex. de 2 a 5 a Alemanya i Àustria; d'1 a 3 al Japó; 1 o 2 a Israel.
- O bé incorporat en el número de telèfon del titular, com és el cas de molts països, com ara Espanya o Noruega. Això es coneix com a sistema de numeració telefònic "tancat". En altres contrades, encara cal marcar un prefix troncal (normalment 0), és el cas de Bèlgica, Itàlia, Polònia, Suècia, Suïssa i Sud-àfrica.

Normalment els prefixos d'àrea determinen el preu de la trucada. Aquelles trucades que es realitzen dins la mateixa zona o bé un nombre petit d'àrees adjacents són més barates que aquelles entre dues zones diferents. També existeixen prefixos d'àrea especials per a telèfons telèfon lliure, serveis amb prefix de tarifació addicional, telèfon mòbil (en aquells països on qui truca paga) i d'altres números especials. Nogensmenys hi ha diverses excepcions, en alguns països (per exemple Israel), les trucades es tarifen de la mateixa manera sense tenir en compte l'àrea i en d'altres (com ara el Regne Unit) un prefix d'àrea pot ser dividit en dues parts diferents amb tarifes distintes.